# Ґру Гарлем Брунтланн
Ґру Гарлем Бруннтланн (норв. Gro Harlem Brundtland ɡruː hɑːɭɛm brʉntlɑnː д·і) — норвезька політична діячка, голова найбільшої партії в Норвегії, прем'єр-міністр, відома міжнародна діячка. Її часто називають найяскравішою політичною фігурою сучасної Норвегії.

## Біографія
Ґру Гарлем Бруннтланн народилася 20 квітня 1939. Вже у віці 7 років стала учасницею неформальної дитячої групи, очолюваної дружиною відомого діяча норвезької соціал-демократії, а пізніше голови уряду, Верною Гергардсен. Батько Ґру, Гудмунн Гарлем, лікар за освітою, належав до числа керівників Норвезької робітничої партії (НРП) і двічі входив у склад урядовців, обіймаючи посади міністра соціальних справ і міністра оборони.
Ґру Гарлем обрала кар'єру лікаря. Студенткою університету Осло в 1959 р. зробила перший серйозний політичний крок — єдиною дівчиною в складі дисидентської групи покинула Соціалістичний союз студентів, щоб створити студентську організацію Норвезької робітничої партії.
В 1960 р. одружилася з Арне Улавом Брунтланн — відомим ученим, провідним спеціалістом Норвезького зовнішньополітичного інституту, автором досліджень з роззброєння, військово-політичного положення на Півночі Європи. Завершила навчання в університеті водночас з народженням першої дитини, що не завадило Брунтланн продовжити освіту в Гарварді. Там здобула ступінь магістра охорони здоров'я, після чого стала працювати в міністерстві охорони здоров'я Норвегії. Як авторка ряду досліджень статистики вродженних пороків і методів покращення їх реєстрації, оцінена і в 1969 р. Призначена директоркою Ради охорони здоров'я Осло.

## Політична кар'єра
Поворотним моментом в кар'єрі Брунтланн став 1974 р. Прем'єр-міністр Трюгве Браттелі запропонував їй посаду міністерки з питань охорони навколишнього середовища. Брунтланн погодилась на пропозицію і в 35 років стала членкинею уряду. В 70-ті рр. вона практично повністю зосереджується на політичній діяльності, доволі швидко змінюючи посади.
1975—1981 рр. — заступниця голови НРП,
1977 р. — депутатка парламенту,
1980—1981 рр. (в 1979 р. Брунтланн залишила міністерську посаду) — голова зовнішньополітичного комітету парламенту,
1981 р.— голова НРП. В тому ж році стає першою в Скандинавії жінкою-прем‘єркою, до того ж наймолодшою людиною на посаді в історії Норвегії. Займала посаду 8 місяців.
У травні 1986 р. уряд опинився у кризовій ситуації. На посаду прем'єр-міністра знову призначають Брундтланн. З метою оздоровлення економіки країни Брунтланн пішла на тимчасове замороження заробітної платні, скорочення державних видатків, різке скорочення бюрократичного апарату. В короткий строк їй вдалося вивести країну з кризи. Проте парламентські вибори 1989 р. виявилися тяжким випробуванням для Брунтланн і очолюваного нею уряду. Опитування показали, що троє з чотирьох норвежців оцінюють діяльність Брунтланн на посаді очільниці уряду як успішну, вона лідирувала як кандидатка на цю посаду в подальшому. Підкріпленню її авторитету послугував внесок прем'єр-міністерки в роботу‚ яка призвела до затвердження норвезького міста Лілліхаммера як місця проведення зимових Олімпійських ігор 1994 р. Однак‚ вибори не принесли перемоги НРП. Загальний результат виявився найнижчим за всю післявоєнну історію країни. 12 жовтня 1989 р. Ґру Брундтленд іде у відставку.
З листопада 1990 р. сформовано новий уряд на чолі з Брунтланн. З жовтня 1989 р. по листопад 1990 р. вона займала посаду голови зовнішньоекономічного конституційного комітету парламенту‚ який відіграє відчутну роль у формуванні зовнішньополітичного курсу країни. Але свою діяльність на міжнародній арені Брунтланн розпочала ще в 1983 р. коли стала головою Міжнародної комісії з навколишнього середовища і розвитку.
Зусилля Брунтланн в цій галузі принесли їй визнання міжнародної спільноти. Вона стала володаркою кількох престижних премій‚ в тому числі «Премії третього світу»‚ «Премії миру Ганді». З використанням отриманих коштів Брунтланн заснувала в січні 1990 р. власний екологічний фонд для фінансової підтримки різноманітних проектів‚ направлених на розв'язання конкретних проблем охорони навколишнього середовища.
Останнім часом політична діяльність Гру Брунтланн стає все більш багатосторонньою. Проте найбільше уваги вона приділяє роботі безпосередньо в партії‚ керівництву норвезькою соціал-демократією‚ оновленню її ідеологічних поглядів. Загалом‚ діяльність Брунтланн оцінюється її співвітчизниками позитивно. Норвежці вважають її найяскравішим політичним діячем свого регіону.